# Бернхард Вајмарски
Бернхард Вајмарски (Вајмар, 16. август 1604 — Нојенбург ам Рајн, 18. јул 1639) био је један од најзначајнијих војсковођа Тридесетогодишњег рата.
У бици код Лицена (6. новембар 1632.) командовао је левим шведским крилом, а после погибије Густава II Адолфа довршио је победу над Валенштајном. Победио је и код Рајнфелдена (3. марта 1638), али је код Нердлингена (6. септембар 1634) претрпео свој највећи пораз.